# Tournoi d'ouverture du championnat du Guatemala de football 2007
Navigation
Saison précédente Saison suivante
Le Tournoi Apertura 2007 est le dix-septième tournoi saisonnier disputé au Guatemala.
C'est cependant la 64e fois que le titre de champion du Guatemala est remis en jeu.
Lors de ce tournoi, le Xelaju MC a tenté de conserver son titre de champion du Guatemala face aux neuf meilleurs clubs guatémaltèques.
Chacun des dix clubs participant était confronté deux fois aux neuf autres équipes. Puis les six meilleurs se sont affrontés lors d'une phase finale à la fin du tournoi.
Seulement une place était qualificative pour la Ligue des champions de la CONCACAF.

## Les 10 clubs participants
| \| Guatemala: CSD Comunicaciones CSD Municipal Guatemala CD Heredia CD Jalapa Deportivo Malacateco Deportivo Marquense Guatemala Deportivo Petapa Deportivo Suchitepéquez Xelaju MC Deportivo Zacapa \| Localisation des clubs. |
| Guatemala: CSD Comunicaciones CSD Municipal Guatemala CD Heredia CD Jalapa Deportivo Malacateco Deportivo Marquense Guatemala Deportivo Petapa Deportivo Suchitepéquez Xelaju MC Deportivo Zacapa                               |

Ce tableau présente les dix équipes qualifiées pour disputer le championnat 2007-2008. On y trouve le nom des clubs, le nom des stades dans lesquels ils évoluent ainsi que la capacité et la localisation de ces derniers.
| Club                    | Stade                                | Capacité | Ville             |
| CSD Comunicaciones      | Stade Mateo Flores                   | 30 000   | Guatemala City    |
| CD Heredia              | Stade Julián Tesucún                 | 8 000    | San José          |
| CD Jalapa               | Stade Las Flores                     | 15 000   | Jalapa            |
| Deportivo Malacateco    | Stade Santa Lucía                    | 7 000    | Malacatán         |
| Deportivo Marquense     | Stade Marquesa de la Ensenada        | 10 000   | San Marcos        |
| CSD Municipal           | Stade Mateo Flores                   | 30 000   | Guatemala City    |
| Deportivo Petapa (en)   | Stade Municipal de San Miguel Petapa | 7 000    | San Miguel Petapa |
| Deportivo Suchitepéquez | Stade Carlos Salazar Hijo            | 12 000   | Mazatenango       |
| Xelaju MC               | Stade Mario Camposeco                | 11 000   | Quetzaltenango    |
| Deportivo Zacapa        | Stade David Ordoñez Bardales         | 10 000   | Zacapa            |

## Compétition
Le tournoi Apertura se déroule de la même façon que les tournois saisonniers précédents, en deux phases :
- La phase de qualification : les vingt-deux journées de championnat.
- La phase finale : les matchs aller-retour allant des quarts de finale à la finale.

### Phase de qualification
Lors de la phase de qualification les dix équipes affrontent à deux reprises les neuf autres équipes selon un calendrier tiré aléatoirement.
Les deux meilleures équipes sont qualifiées directement pour les demi-finales et les quatre suivantes pour les quarts de finale.
Le classement est établi sur le barème de points classique (victoire à 3 points, match nul à 1, défaite à 0).
Le départage final se fait selon les critères suivants :
- Le nombre de points.
- La différence de buts générale.
- Le nombre de buts marqué.

#### Classement
| Rang | Équipe                  | Pts | J  | G | N  | P  | Bp | Bc | Diff |
| ---- | ----------------------- | --- | -- | - | -- | -- | -- | -- | ---- |
| 1    | CSD Municipal           | 31  | 18 | 8 | 7  | 3  | 31 | 18 | +13  |
| 2    | CD Jalapa               | 28  | 18 | 7 | 7  | 4  | 32 | 26 | +6   |
| 3    | CSD Comunicaciones      | 27  | 18 | 7 | 6  | 5  | 27 | 18 | +9   |
| 4    | Xelaju MC T             | 25  | 18 | 7 | 4  | 7  | 14 | 22 | -8   |
| 5    | Deportivo Suchitepéquez | 24  | 18 | 6 | 6  | 6  | 32 | 27 | +5   |
| 6    | Deportivo Zacapa        | 24  | 18 | 6 | 6  | 6  | 31 | 31 | 0    |
| 7    | Deportivo Marquense     | 24  | 18 | 6 | 6  | 6  | 21 | 27 | -6   |
| 8    | Deportivo Malacateco P  | 20  | 18 | 6 | 2  | 10 | 16 | 22 | -6   |
| 9    | CD Heredia              | 19  | 18 | 5 | 4  | 9  | 22 | 26 | -4   |
| 10   | Deportivo Petapa (en)   | 19  | 18 | 3 | 10 | 5  | 20 | 29 | -9   |

| Légende : Qualifications et relégations | Légende : Qualifications et relégations          |
| --------------------------------------- | ------------------------------------------------ |
|                                         | Qualifié pour les demi-finales                   |
|                                         | Qualifié pour les quarts de finale               |
|                                         | T Tenant du titre P Promu de la saison 2006-2007 |

#### Matchs
| Résultats (▼dom., ►ext.)                                   | Com | Her | Jal | Mal | Mar | Mun | Pet | Suc | Xel | Zac |
| CSD Comunicaciones                                         |     | 3-2 | 1-0 | 2-1 | 1-1 | 1-1 | 5-0 | 2-0 | 1-0 | 3-3 |
| CD Heredia                                                 | 1-0 |     | 3-4 | 3-0 | 2-0 | 0-0 | 2-2 | 1-1 | 3-1 | 2-1 |
| CD Jalapa                                                  | 2-1 | 3-0 |     | 2-0 | 3-1 | 0-0 | 2-2 | 2-2 | 2-1 | 1-1 |
| Deportivo Malacateco                                       | 1-0 | 1-0 | 1-1 |     | 1-1 | 1-2 | 0-1 | 2-1 | 3-0 | 2-1 |
| Deportivo Marquense                                        | 1-0 | 1-1 | 1-1 | 2-0 |     | 1-0 | 2-1 | 2-1 | 1-1 | 1-0 |
| CSD Municipal                                              | 1-0 | 2-0 | 2-4 | 1-0 | 6-1 |     | 0-0 | 3-3 | 5-0 | 3-3 |
| Deportivo Petapa (en)                                      | 1-4 | 1-0 | 0-0 | 2-1 | 2-2 | 2-2 |     | 1-1 | 1-1 | 1-1 |
| Deportivo Suchitepéquez                                    | 2-2 | 2-1 | 3-1 | 1-2 | 2-1 | 1-2 | 2-0 |     | 2-0 | 7-1 |
| Xelaju MC                                                  | 0-0 | 1-0 | 2-1 | 1-0 | 2-1 | 1-0 | 2-1 | 0-0 |     | 1-0 |
| Deportivo Zacapa                                           | 1-1 | 3-1 | 5-3 | 1-0 | 3-1 | 0-1 | 2-2 | 4-1 | 1-0 |     |
| - Victoire à domicile - Match nul - Victoire à l'extérieur |     |     |     |     |     |     |     |     |     |     |

### La phase finale
Les six équipes qualifiées sont réparties dans le tableau final d'après leur classement général, le premier affrontant lors des demi-finales le vainqueur du quart opposant le troisième au sixième et le deuxième affrontant le vainqueur du quart opposant le quatrième au cinquième.
En cas d'égalité sur la somme des deux matchs, c'est l'équipe ayant marqué le plus de buts à extérieur qui l'emporte puis une prolongation et une séance de tirs au but ont éventuellement lieu.

#### Tableau
|  |                         |                         |                         |               |               |                    |      |            |            |            |            |            |     |  |        |        |        |        |        |  |  |
|  | 1/4 de finale           | 1/4 de finale           | 1/4 de finale           | 1/4 de finale | 1/4 de finale |                    |      | 1/2 finale | 1/2 finale | 1/2 finale | 1/2 finale | 1/2 finale |     |  | Finale | Finale | Finale | Finale | Finale |  |  |
|  |                         |                         |                         |               |               |                    |      |            |            |            |            |            |     |  |        |        |        |        |        |  |  |
|  |                         |                         |                         |               |               |                    |      |            |            |            |            |            |     |  |        |        |        |        |        |  |  |
|  |                         |                         |                         |               |               |                    |      |            |            |            |            |            |     |  |        |        |        |        |        |  |  |
|  |                         |                         |                         |               |               |                    |      |            |            |            |            |            |     |  |        |        |        |        |        |  |  |
|  |                         |                         |                         |               |               |                    |      |            |            |            |            |            |     |  |        |        |        |        |        |  |  |
|  | CSD Municipal           | (1)                     | 0                       | 1             |               |                    |      |            |            |            |            |            |     |  |        |        |        |        |        |  |  |
|  | CSD Municipal           | (1)                     | 0                       | 1             |               |                    |      |            |            |            |            |            |     |  |        |        |        |        |        |  |  |
|  |                         |                         | Deportivo Suchitepéquez | (5)           | 1             | 1                  |      |            |            |            |            |            |     |  |        |        |        |        |        |  |  |
|  | Xelaju MC               | (4)                     | Deportivo Suchitepéquez | (5)           | 1             | 1                  | 1    | 1          |            |            |            |            |     |  |        |        |        |        |        |  |  |
|  | Xelaju MC               | (4)                     |                         |               |               |                    |      |            |            |            |            |            |     |  |        |        |        |        |        |  |  |
|  | Deportivo Suchitepéquez | (5)                     | 3                       | 0             |               |                    |      |            |            |            |            |            |     |  |        |        |        |        |        |  |  |
|  | Deportivo Suchitepéquez | (5)                     | 3                       | 0             |               |                    |      |            |            |            |            | CD Jalapa  | (2) |  |        |        |        |        |        |  |  |
|  |                         |                         |                         |               |               |                    |      |            |            |            |            | CD Jalapa  | (2) |  |        |        |        |        |        |  |  |
|  |                         | Deportivo Suchitepéquez | (5)                     |               |               |                    |      |            |            |            |            |            |     |  |        |        |        |        |        |  |  |
|  | CSD Comunicaciones      | Deportivo Suchitepéquez | (5)                     | (3)           | 1             | 1                  | 0(3) |            |            |            |            |            |     |  |        |        |        |        |        |  |  |
|  | CSD Comunicaciones      |                         |                         |               |               |                    | 0(3) |            |            |            |            |            |     |  |        |        |        |        |        |  |  |
|  | Deportivo Zacapa        | (6)                     | 1                       | 1             | 0(0)          |                    |      |            |            |            |            |            |     |  |        |        |        |        |        |  |  |
|  | Deportivo Zacapa        | (6)                     | 1                       | 1             | 0(0)          | CSD Comunicaciones | (3)  | 1          | 0          |            |            |            |     |  |        |        |        |        |        |  |  |
|  |                         |                         |                         |               |               | CSD Comunicaciones | (3)  | 1          | 0          |            |            |            |     |  |        |        |        |        |        |  |  |
|  |                         |                         | CD Jalapa               | (2)           | 0             | 2                  |      |            |            |            |            |            |     |  |        |        |        |        |        |  |  |
|  |                         |                         |                         |               |               | 2                  |      |            |            |            |            |            |     |  |        |        |        |        |        |  |  |
|  |                         |                         |                         |               |               |                    |      |            |            |            |            |            |     |  |        |        |        |        |        |  |  |
|  |                         |                         |                         |               |               |                    |      |            |            |            |            |            |     |  |        |        |        |        |        |  |  |
|  |                         |                         |                         |               |               |                    |      |            |            |            |            |            |     |  |        |        |        |        |        |  |  |

#### Quarts de finale
| Club               | Aller | Retour | Club                    | Commentaire       |
| CSD Comunicaciones | 1-1   | 1-1    | Deportivo Zacapa        | Tirs au but : 3-0 |
| Xelaju MC          | 1-3   | 1-0    | Deportivo Suchitepéquez |                   |

#### Demi-finales
| Club          | Aller | Retour | Club                    | Commentaire |
| CSD Municipal | 0-1   | 1-1    | Deportivo Suchitepéquez |             |
| CD Jalapa     | 0-1   | 2-0    | CSD Comunicaciones      |             |

#### Finale
| Match aller      | Deportivo Suchitepéquez | 1:1   | CD Jalapa            | Stade Carlos Salazar Hijo |  |
| 13 décembre 2007 | 36e Edwin Villatoro     | (1:0) | 78e Adrián Apellaniz |                           |  |

| Match retour     | CD Jalapa | 0:0   | Deportivo Suchitepéquez | Stade Las Flores |  |
| 15 décembre 2007 |           | (0:0) |                         |                  |  |

## Bilan du tournoi
| Tournoi d'ouverture du championnat de football du Guatemala 2007   |                         |
| Champion                                                           | CD Jalapa               |
| Dauphin                                                            | Deportivo Suchitepéquez |
| Qualifications continentales                                       |                         |
| Ligue des champions 2008-2009 (Phase de groupes/Tour préliminaire) | CD Jalapa               |